# Gガイド
Gガイド（ジー・ガイド、G-GUIDE）は、ジェムスターTVガイド・インターナショナル・インクの独自技術に基づき、日本において株式会社IPGが提供する電子番組ガイド（EPG）サービスである。
ジェムスターの技術に基づいたEPGサービスは世界各国で提供されており、Guide Plus+（ヨーロッパ）、Guide Plus+ Gold（アメリカ）等と同様のサービスである。

## 概要
2018年4月現在、Gガイドの番組表は、地上デジタル放送・BS・CS110度デジタル放送の番組表に対応している。また、地上波による放送と、衛星放送による放送に大別される。

### 地上波Gガイド
1998年サービス開始。原則としてJNN系列をホスト局としているが、JNN系列局が存在しない秋田県・福井県・徳島県・佐賀県の4県に関しては特例として別の放送局（徳島県の四国放送を除きFNN/FNS系列局）がホスト局となっている（後述）。アナログ放送では垂直帰線区間の10番目から13番目にデータを重畳する方式によって1日5回、デジタル放送ではデータ放送で1日24回（北海道の北海道放送は1日22回）の放送を行っている。地上波アナログEPGとしては、唯一のテレビ視聴者世帯カバー率100%を達成している。地上波アナログ放送の番組表制作は新聞・雑誌のテレビ・ラジオ欄を各社に配信している東京ニュース通信社のGガイド専門部署が行っている。
地デジチューナー（内蔵テレビ及びBDレコーダー）の場合、地上アナログ放送のGガイドデータ受信にも衛星パラボラアンテナ（110度CSデジタル放送に対応した高性能タイプ）の接続が必要である（BSデジタル768chで送信）。従来のアナログ受信機（テレビやビデオ）になかった点として、電源を切る際は主電源を切らずにリモコンで電源を切った状態にしなければならない（リモコンで電源切状態の間に最新データを受信）。もし本体で主電源を切った、あるいは電源プラグを抜いた状態が1週間以上続いた場合、その受信機のGガイドデータは全て空の状態になる。これを防ぐためには、電源を切るときはリモコンで行い（本体ではなく）、電源プラグは抜かない、あるいは主電源を入れた後に地上アナログ放送のみを数時間以上視聴することにより、その間にGガイドが最新データへと更新される。
Gガイドの送信チャンネルは2011年7月24日にBS908chからBS768chへ完全移行されているため、BS908chで設定されている場合、設定の変更が必要である。なおチャンネル変更は手動で行うケースが多い。
2007年4月27日からJNN系列（通常）ほか（上記を参照）で地上デジタル放送によるGガイドのデータ放送の本放送を開始した（地上デジタル268chほか）。この放送を受信するためには、受信機が地上デジタル放送Gガイド受信に対応している必要がある。
- 対応番組表
  - 地上波アナログ放送
  - BSアナログ放送
  - 地上波デジタル放送（地デジGガイドのみ）

### 衛星放送Gガイド
2003年5月サービス開始。当初はメガポート放送をホスト局とし、2004年7月から地上デジタル放送の番組表の放送も開始された。
2005年10月1日、メガポート放送が日本ビーエス放送（現：日本BS放送）と合併したため、ホスト局は日本ビーエス放送へと移行したが、半年ほどで地上波Gガイドホスト局も多いJNN系列のビーエス・アイ（現：BS-TBS）へ移行を決定、2006年8月1日に両局の委託放送事項変更が発効しバトンタッチされた。
2016年12月初頭をもって、2003年以降に発売された一部旧型モデルのBSデジタル放送向けGガイドサービスが終了し、人名/キーワード/ジャンルの検索機能、トピックス機能等のGガイドサービスが利用できなくなる。
1日8回（BSアナログ放送、BS・CS110度デジタル放送は1日16回）放送している。
- 対応番組表
  - 地上波アナログ放送
  - BSアナログ放送
  - 地上デジタル放送
  - BS・CS110度デジタル放送

## 特徴
全国カバー率100%という点と、番組表上に広告を載せることによりメーカーに対するライセンス料を低めに押さえた点が、直接のライバルADAMS-EPGに対する大きなアドバンテージとなった。
事実、Gガイドは多くのDVDレコーダーで採用されており、地上波アナログ放送のEPGにおけるデファクトスタンダードとなった。
TV画面上からのダイレクトな録画予約の他に、ジャンルやキーワード、人物名で番組検索を行うことも可能である。

## 機能

### 番組表
番組表は9日先の5:00までのデータが放送されている。受信機により表示可能な最大日数・時刻が異なる。1998年から2002年8月までは、2日分の番組表と8日分のジャンル別番組表が放送されていた。当初は、8日から3日前まで雑誌、放送が近くなるに連れて新聞の番組情報に切り替わる方式をとっていたために、異なる番組表データが混在することとなり、表記揺れが多く発生し予約の妨げとなっていたが、2005年9月1日より、EPG用の番組表データを使用することで、表記揺れの問題が大きく改善された。表示形式としては、2種類存在する。
テレビ欄スタイル
新聞のテレビ欄と同じ表示スタイル。主にパナソニック・三菱電機・日本ビクター（現：JVCケンウッド）が採用。
グリッドスタイル
縦にチャンネル、横に時間を表示するスタイル。主にソニー・シャープ・パイオニアが採用。

### 広告
広告表示には従来型広告モデルと新型広告モデルがある。
- 従来型広告モデルは画面左側に2枚広告が表示され、30秒毎に切り替わる（広告の上部は、TV映像の小画面となっており、Gガイド表示直前まで視聴していた番組が映し出される）。カーソルを広告に移動することで、広告の詳細が画面上に表示される。
- 新型広告モデルは画面右上もしくは下に移動し従来より使用する色数を増やし、長いサイズにし表現力を向上している。広告の表示エリアを変更したことによってテレビ画面横幅いっぱいに番組表を表示できるようになっている。広告は10秒ごとに切り替わる。データボタンを押すことによって詳細をみることができる。

### ジャンル検索
デフォルトで存在するジャンルを指定することで、番組検索を行うことが出来る。ユーザーが新たにジャンルを加えることは出来ない。

### キーワード検索
任意に登録したキーワードによって、番組検索を行うことが出来る。

## Gガイドホスト局
受信機の初期設定画面でホスト局設定を行わなければ、Gガイドを受信することは出来ない。通常、デフォルトで該当地域のホスト局が設定されている。ケーブルテレビやUHFアンテナによる直接受信等で地上波のホスト局が2局以上受信出来る場合であっても、地上波のホスト局は1局しか設定出来ない。JNN系の局がない秋田県・福井県・徳島県・佐賀県の4県を除き、ホスト局は全てJNN系列局となっている。

### 地上波

#### JNN系列局
| ホスト局               | 放送ch | 放送対象 エリア | 配信対象局（ホスト局以外）                 | 配信対象局（ホスト局以外）                       |
| ホスト局               | 放送ch | 放送対象 エリア | NHK                                        | 民放                                             |
| ---------------------- | ------ | --------------- | ------------------------------------------ | ------------------------------------------------ |
| HBC 北海道放送         | 218    | 北海道          | 札幌、函館、室蘭、 旭川、帯広、釧路、 北見 | STV、HTB、TVh、uhb                               |
| ATV 青森テレビ         | 268    | 青森県          | 青森                                       | RAB、ABA                                         |
| IBC岩手放送            | 268    | 岩手県          | 盛岡                                       | TVI、IAT、mit                                    |
| TBC 東北放送           | 218    | 宮城県          | 仙台                                       | MMT、KHB、OX                                     |
| TUY テレビユー山形     | 268    | 山形県          | 山形                                       | YBC、YTS、SAY                                    |
| TUF テレビユー福島     | 268    | 福島県          | 福島                                       | FCT、KFB、FTV                                    |
| TBSテレビ              | 268    | 関東広域圏      | 東京、水戸■、 宇都宮■、前橋■               | GYT、GTV、TVS、CTC、 tvk、NTV、EX、TX、CX、MX    |
| UTY テレビ山梨         | 268    | 山梨県          | 甲府                                       | YBS                                              |
| SBC 信越放送           | 268    | 長野県          | 長野                                       | TSB、abn、NBS                                    |
| BSN 新潟放送           | 268    | 新潟県          | 新潟                                       | TeNY、ux、NST                                    |
| SBS 静岡放送           | 268    | 静岡県          | 静岡                                       | SDT、SATV、SUT                                   |
| TUT チューリップテレビ | 268    | 富山県          | 富山                                       | KNB、BBT                                         |
| MRO 北陸放送           | 268    | 石川県          | 金沢                                       | KTK、HAB、ITC                                    |
| CBCテレビ              | 258    | 中京広域圏      | 名古屋、津、岐阜                           | THK、CTV、NBN、MTV■、 GBS■、TVA■                 |
| MBS 毎日放送           | 248    | 近畿広域圏      | 大阪、京都、大津、 奈良、和歌山、神戸      | BBC■、SUN、KBS、 WTV■、ABC、TVO、KTV、 TVN■、ytv |
| BSS 山陰放送           | 268    | 鳥取県 島根県   | 鳥取、松江                                 | NKT、TSK                                         |
| RCC 中国放送           | 238    | 広島県          | 広島                                       | HTV、HOME、tss                                   |
| RSK山陽放送            | 268    | 岡山県 香川県   | 岡山、高松                                 | RNC、KSB、TSC、OHK                               |
| ITV あいテレビ         | 268    | 愛媛県          | 松山                                       | RNB、eat、EBC                                    |
| KUTV テレビ高知        | 268    | 高知県          | 高知                                       | RKC、KSS                                         |
| tys テレビ山口         | 238    | 山口県          | 山口                                       | KRY、yab                                         |
| RKB毎日放送            | 248    | 福岡県          | 福岡、北九州                               | KBC、FBS、TVQ、TNC                               |
| OBS 大分放送           | 238    | 大分県          | 大分                                       | TOS■、OAB                                        |
| NBC 長崎放送           | 238    | 長崎県          | 長崎                                       | NIB、ncc、KTN                                    |
| RKK 熊本放送           | 238    | 熊本県          | 熊本                                       | KKT、KAB、TKU                                    |
| MRT 宮崎放送           | 268    | 宮崎県          | 宮崎                                       | UMK■                                             |
| MBC 南日本放送         | 218    | 鹿児島県        | 鹿児島                                     | KYT、KKB、KTS                                    |
| RBC 琉球放送           | 238    | 沖縄県          | 沖縄                                       | QAB、OTV■                                        |

##### かつての配信対象局（ホスト局以外）
| ホスト局  | 放送ch | 放送対象 エリア | 配信対象局（ホスト局以外） | 配信対象局（ホスト局以外） | 配信対象局（ホスト局以外）     |
| ホスト局  | 放送ch | 放送対象 エリア | その他                     | 終了日                     | 終了理由                       |
| --------- | ------ | --------------- | -------------------------- | -------------------------- | ------------------------------ |
| TBSテレビ | 268    | 関東広域圏      | UD                         | 2018年9月末                | BSデジタル放送への一本化による |

##### かつての放送対象エリア
| ホスト局     | 放送対象 エリア | 配信対象局（ホスト局以外） | 配信対象局（ホスト局以外） | 配信対象局（ホスト局以外） |
| ホスト局     | 放送対象 エリア | NHK                        | 民放                       | 終了日                     |
| ------------ | --------------- | -------------------------- | -------------------------- | -------------------------- |
| MBS 毎日放送 | 徳島県■         | 徳島■                      | JRT■                       | 2011年7月24日              |
| RKB毎日放送  | 佐賀県■         | 佐賀■                      | SAGA TV■                   | 2011年7月24日              |

#### JNN系列局が存在しない地域のホスト局
※Gガイドの特例扱い
| ホスト局            | 放送ch | 放送対象 エリア | 配信対象局 （ホスト局以外） | 配信対象局 （ホスト局以外） |
| ホスト局            | 放送ch | 放送対象 エリア | NHK                         | 民放                        |
| ------------------- | ------ | --------------- | --------------------------- | --------------------------- |
| AKT 秋田テレビ      | 288    | 秋田県          | 秋田                        | ABS、AAB                    |
| FTB 福井テレビ      | 288    | 福井県          | 福井                        | FBC■                        |
| JRT 四国放送■       | 218    | 徳島県■         | 徳島■                       |                             |
| SAGA TV サガテレビ■ | 238    | 佐賀県■         | 佐賀■                       |                             |

#### かつてのホスト局
| ホスト局     | 放送対象 エリア | 終了日         | 終了理由                            |
| ------------ | --------------- | -------------- | ----------------------------------- |
| ABC 朝日放送 | 近畿広域圏      | 2004年11月30日 | システム更新時にMBSへ一本化したため |

### 衛星放送
| ホスト局 | 放送ch | 放送対象 エリア | 配信対象局 （ホスト局以外）                          |
| -------- | ------ | --------------- | ---------------------------------------------------- |
| BS-TBS   | BS768  | 全国放送        | 地上波全局、 左記のホスト局を除く東経110度BS・CS全局 |

### Gガイド配信チャンネル選局時の挙動
地上デジタルの場合
青画面に白文字で以下のテロップが表示される。
ご覧のチャンネルは、地上デジタルGガイド対応受信機向けの
チャンネルです。
このチャンネルでは、映像、音声はなく、通常のテレビをご覧頂けません。
お手数ですが、リモコンの
サービス切替、映像切替、テレビ/ラジオ/データ、メディア、
入力切替、数字ボタンを押すなどして
映像チャンネルの選局をお願いいたします。
受信機の操作方法については、メーカにより異なりますので
お手数ですが取扱説明書をご確認いただくか、
お持ちの機器メーカにご確認ください。
Gガイドのサービスについてご不明な点は、
（株）IPG Gガイド事務局 （電話番号） まで
BSデジタルの場合
黒画面に白文字で「このチャンネルはGガイド放送向けデータ放送チャンネルです。」とだけ表示され、地上デジタルのに近い案内もなされない。

### 備考
1. 1 2 3  実際に利用できる放送局は、都道府県設定によって決まる。
2. 1 2 3 4  放送チャンネルはデジタルのもので、地デジ「XX8」の上2桁「XX」は地上波ホスト局のリモコンキーIDに20を足した数値（リモコンキーIDがJNNのデフォルト「6」の場合「6+20」→「26」）になっている。3桁の数字のみは地デジのチャンネル。
3. ↑  NHK欄の■の網掛の局は総合テレビのみ配信。
4. 1 2 3 4 5 6 7  表中の■はアナログGガイドのみ配信、■はデジタルGガイドのみ配信。
5. 1 2 3  民放欄は全てリモコンキーID順で、地上波各局の網掛の色は、■の網掛はNNN/NNS系列局、■の網掛はANN系列局、■の網掛はTXN系列局、■の網掛はFNN/FNS系列局、■の網掛は独立局、■の網掛はクロスネット局。
6. ↑  その他欄の網掛の色は、■の網掛は放送大学。
7. 1 2  JNN系列局が存在しない地域のホスト局やかつてのホスト局の表中のホスト局の背景色は■はNNN/NNS系列局、■はANN系列局、■はFNN/FNS系列局。
8. ↑  NNN/NNS系列局の四国放送（JRT）はデジタルGガイドのみ配信で、かつてのアナログGガイドは毎日放送（MBS）が対応していた。
9. ↑  FNN/FNS系列局のサガテレビ（SAGA TV）はデジタルGガイドのみ配信で、かつてのアナログGガイドはRKB毎日放送（RKB）が対応していた。
10. ↑  これにより、現在のGガイドのホスト局は、JNN系の局が存在しない秋田県・福井県・徳島県・佐賀県の4県を除き、全てJNN系列局となっている。
11. ↑  BS-TBSは衛星放送。2011年7月24日まで、BSデジタル放送ではメガポート放送→日本ビーエス放送からBS-i→BS-TBSに移管されたBSデジタル908chでも全国放送していた。

クロスネット局等の備考
1. 1 2 3 4 5  独立局のMTV・GBS・BBC・WTV・TVNはTXN系列との提携関係あり。
2. ↑  TXN系列のTVAはMXとのネット関係あり。
3. ↑  TOSはNNN/NNS・FNN/FNS系列のクロスネット局。
4. ↑  UMKはFNN/FNS系列主体でNNN・ANN系列とのクロスネット局。
5. ↑  FNN/FNS系列のOTVはNNN/NNS系列との提携関係あり。
6. ↑  FBCはNNN/NNS系列主体でANN系列とのクロスネット局。

## Gガイドを搭載した受信機メーカー
（ ）内は受信方法/対象サービス（■…アナログ、■…デジタル）
- パナソニック（DIGA）：地上波/地上■■、衛星/地上■、BS・110度CS
- ソニー（BDZ）[注 3]：地上波/地上■
- 日本ビクター：地上波、衛星/地上■■、BS・110度CS
- 三菱電機（REAL）：地上波、衛星/地上■■、BS・110度CS
- シャープ（AQUOS）：地上波/地上■
※2012年11月発売機種（AQUOSブルーレイ BD-S520/W520/W1200）より（地上波/地上■、衛星/地上■、BS・110度CS
- パイオニア：地上波/地上■
- 日立製作所：地上波/地上■ 搭載機種は生産終了
- 船井電機：地上波/地上■
- LG電子：地上波/地上■

但し、「地上アナログ」のみの対象サービスでもガイドチャンネルの設定により0073でWOWOW、0074でNHK衛星第1テレビ、0075でNHKアナログ衛星ハイビジョン、0076でNHK衛星第2テレビといったBSアナログ放送のGガイドを表示することもできる（機種によって異なる場合あり）。
地上デジタル放送では、放送局ごとに番組表を出すことが出来るためGガイドのロゴが出ないメーカーもある。
Gガイドのロゴが出ないメーカーは、ソニー、シャープなど。

## デジタル放送への課題
現在、Gガイドではアナログ放送のみならず地上、BS・110度CSデジタル放送の番組表サービスも提供中だが、デジタル放送では放送局（テレビ局）自体が番組データを出すことができるため、基本的にGガイドのような番組表専門のサービスがなくても番組表を利用できる。その場合もちろん広告は出ない。
そのため放送局からの番組情報に詳細情報を付加するなど独自性を発揮していかなければならない。
デジタル放送ではGガイドの番組表と放送局の出す番組表と2種類あることからアナログのみ、アナログとBS・110度CS、すべて、などGガイドを利用する放送サービスはテレビによって異なる（番組表画面などの端に、G-GUIDEロゴがあるかないかで見分けることが出来る）。

## その他のGガイドサービス
テレビやレコーダーのみならず、パソコンや携帯電話などに対してもGガイドサービスが提供されている。パソコン向けアプリケーションソフト「G-GUIDE for Windows」のほか、携帯電話版アプリケーション「Gガイドモバイル」もある。「Gガイドモバイル」は、NTTドコモ、au、ソフトバンクモバイルそれぞれの携帯電話端末にプリインストールされており、2006年12月には全国の地上デジタル番組表対応を完了した。また、2006年7月、Gガイドを提供するIPGから放送局の公式地上デジタル番組情報（SI情報）の事業者向け配信サービスの開始が発表されている。2006年12月にはプレゼントキャスト運営のテレビドガッチに地上デジタル・BSデジタル番組表データを提供。
2007年11月1日、ソネットエンタテインメント（So-net）と業務提携し、地上デジタル放送に対応したインターネット電子番組ガイド（iEPG）「Gガイド.テレビ王国」のサービスを同日より開始すると発表した。サービス利用料は無料。2020年8月1日より、SMNへ事業譲渡された。
2008年4月1日にはYahoo! JAPANとも業務提携し、テレビ王国と同様な「Yahoo!テレビ.Gガイド」のサービスを開始したが、2024年3月31日をもってサービスを終了した。
2008年3月4日からは任天堂のWiiでも、無料のWiiチャンネル「テレビの友チャンネル Gガイド for Wii」にてWii専用Gガイドが利用できたが、アナログ放送の終了に合わせて2011年7月24日をもってサービスを終了した。